# 1846 год в театре
1846 год в театре

## События
- Лондон — в результате конфликта в Королевском театре, значительная часть его оперной труппы во главе с дирижёром Майклом Коста перешла в театр «Ковент-Гарден».
- 1 февраля, Ирбит — при Ирбитской ярмарке стараниями антрепренёра Петра Соколова появился драматический театр. Первый спектакль — «Ревизор» Н. В. Гоголя.

### Постановки
- Москва — в Большом театре впервые представлены оперы «Вильгельм Телль» Джоаккино Россини и «Руслан и Людмила» Михаила Глинки (режиссёр — Павел Щепин) и балет Адольфа Адана «Сумбурщица» (постановщик и исполнительница главной партии — Екатерина Санковская).
- 23 января, Москва — в Малом театре премьера драмы Павла Мочалова «Черкешенка» (в бенефис автора, он же исполнил роль Джембулата).
- 3 февраля, Париж — в Зале Фавар премьера комической оперы Фроманталя Галеви по либретто Анри де Сен-Жоржа «Мушкетёры королевы[фр.]».
- 3 марта, Лондон — в Театре Её Величества премьера балета Жюля Перро на музыку Цезаря Пуни «Катарина, дочь разбойника» (Катарина — Люсиль Гран, Лейтенант Дьяволино — Жюль Перро).
- 17 марта, Венеция — в театре «Ла Фениче» премьера оперы Джузеппе Верди «Аттила».
- 1 апреля Париж — в Театре Ле Пелетье премьера балета Жозефа Мазилье на музыку Эдуара Дельдевеза «Пахита» (Пахита — Карлотта Гризи, Люсьен д'Эрвильи — Люсьен Петипа).
- 10 июля, Париж — в Театре Ле Пелетье премьера балета Жозефа Мазилье на музыку Амбруаза Тома «Бетти» (в главной партии — София Фуоко).
- 4 сентября, Москва — «Евгений Онегин», драматическое представление по роману Пушкина с сохранением его стихов (редакция Григория Кугушева, дано в Малом театре в бенефис Петра Степанова).

## Деятели театра
- Джузеппина Стреппони оставляет сцену и полгода спустя переезжает в Париж, где зарабатывает уроками пения.
- София Фуоко, шестнадцатилетняя виртуозка из Милана, дебютирует в парижской Опере.
- Софья Акимова дебютирует в Малом театре.
- Мария Синецкая играет роль графини Томской в пьесе Александра Шаховского «Хризомания, или Страсть к деньгам» по «Пиковой даме» Пушкина.

### Родились
- Санкт-Петербург — Карл Вальц, декоратор и машинист Большого театра.
- Милан — Джузеппина Морлакки, балерина.
- 30 июня, Падуя — Рикардо Дриго, балетный композитор и дирижёр.

### Скончались
- 22 января, Москва — князь Александр Шаховской, театральный деятель и драматург.
- 24 апреля, Неаполь — Джироламо Крешентини, оперный певец.
- 5 октября, Тата — Матоуш Цибулька, оперный певец, дирижёр и композитор.